# Megalurus pryeri
Megalurus pryeri е вид птица от семейство Коприварчеви (Sylviidae). Видът е почти застрашен от изчезване.

## Разпространение
Видът е разпространен в Китай, Япония, Южна Корея, Монголия и Русия.